# Kirchleerau
Kirchleerau (in der lokalen Mundart Chilchlerb [ˈχɪlχːˌleːrb]) ist eine Einwohnergemeinde im Schweizer Kanton Aargau. Sie gehört zum Bezirk Zofingen und liegt im mittleren Suhrental.

## Geographie
Das Dorf am östlichen Rand des Suhrentals besitzt kein eigentliches Zentrum, sondern ist eine Streusiedlung, deren einzelne Ortsteile locker miteinander verbunden sind. Die Siedlung liegt in einem Seitental und ist durch eine durchschnittlich 20 Meter hohe Seitenmoräne vom eigentlichen Suhrental getrennt. Die Moräne entstand während der Würmeiszeit beim Rückzug des Reussgletschers. Die Bebauung ist mit jener von Moosleerau zusammengewachsen. Das knapp zwei Kilometer lange Seitental wird von steil aufragenden Hügeln begrenzt. dem Rossrücken (713 m ü. M.) im Süden, dem Nack (612 m ü. M.) im Norden und der Burg (649 m ü. M.) im Nordosten. Dem Rossrücken vorgelagert ist der ellipsenförmige Ättebüel (601 m ü. M.). Entlang der östlichen Gemeindegrenze, am Übergang zum Ruedertal, erstreckt sich zwischen dem Rossrücken und der Burg die ausgedehnte Rötler-Hochebene.
Die Fläche des Gemeindegebiets beträgt 436 Hektaren, davon sind 218 Hektaren bewaldet und 43 Hektaren überbaut. Die höchste Stelle liegt auf 713 Metern auf dem Rossrücken, die tiefste auf 483 Metern an der nordwestlichen Gemeindegrenze. Nachbargemeinden sind Schlossrued im Norden, Schmiedrued im Osten, Moosleerau im Süden und Staffelbach im Westen.

## Geschichte

Luftansicht (1953)

Funde von Ziegeln und Mauerresten deuten darauf hin, dass die Gegend bereits von den Römern bewohnt war. Die erste urkundliche Erwähnung von Lerowe ist für das Jahr 1248 nachweisbar, die Bezeichnung Kylchleren erschien erstmals 1306 im Habsburger Urbar. Der Name stammt vom althochdeutschen lewirouwo, was «beim wassernahen Land der Gräber» bedeutet. Im Mittelalter lag das Dorf im Herrschaftsbereich der Grafen von Lenzburg, später der Grafen von Kyburg. Nachdem diese ausgestorben waren, übernahmen die Habsburger 1273 die Landesherrschaft und die Blutgerichtsbarkeit.
1415 eroberten die Eidgenossen den Aargau. Kirchleerau gehörte nun zum Untertanengebiet der Stadt Bern, dem so genannten Berner Aargau. Ab dem 15. Jahrhundert war das Dorf Bestandteil der Herrschaft Rued, einem Gerichtsbezirk innerhalb des Amtes Lenzburg. Die Besitzer der Herrschaft übten die niedere Gerichtsbarkeit aus und waren die wichtigsten Grundbesitzer. Nachdem verschiedene Adelsgeschlechter aus der näheren Umgebung im Besitz der Herrschaft gewesen waren, wurde sie 1520 von den ursprünglich aus Italien stammenden Herren von May erworben. Ihre Residenz war das Schloss Rued in benachbarten Ruedertal. 1528 führten die Berner die Reformation ein.
Im März 1798 nahmen die Franzosen die Schweiz ein, entmachteten die «Gnädigen Herren» von Bern und riefen die Helvetische Republik aus. Seither gehört Kirchleerau zum Kanton Aargau. Erst 1834 verkauften die May ihre letzten übrig gebliebenen Rechte an den Kanton. Bis weit ins 20. Jahrhundert hinein prägte die Landwirtschaft das Leben der Gemeinde. Seit Beginn der 1960er Jahre ist die Bevölkerungszahl aufgrund einer verstärkten Bautätigkeit um mehr als die Hälfte angestiegen.

## Sehenswürdigkeiten

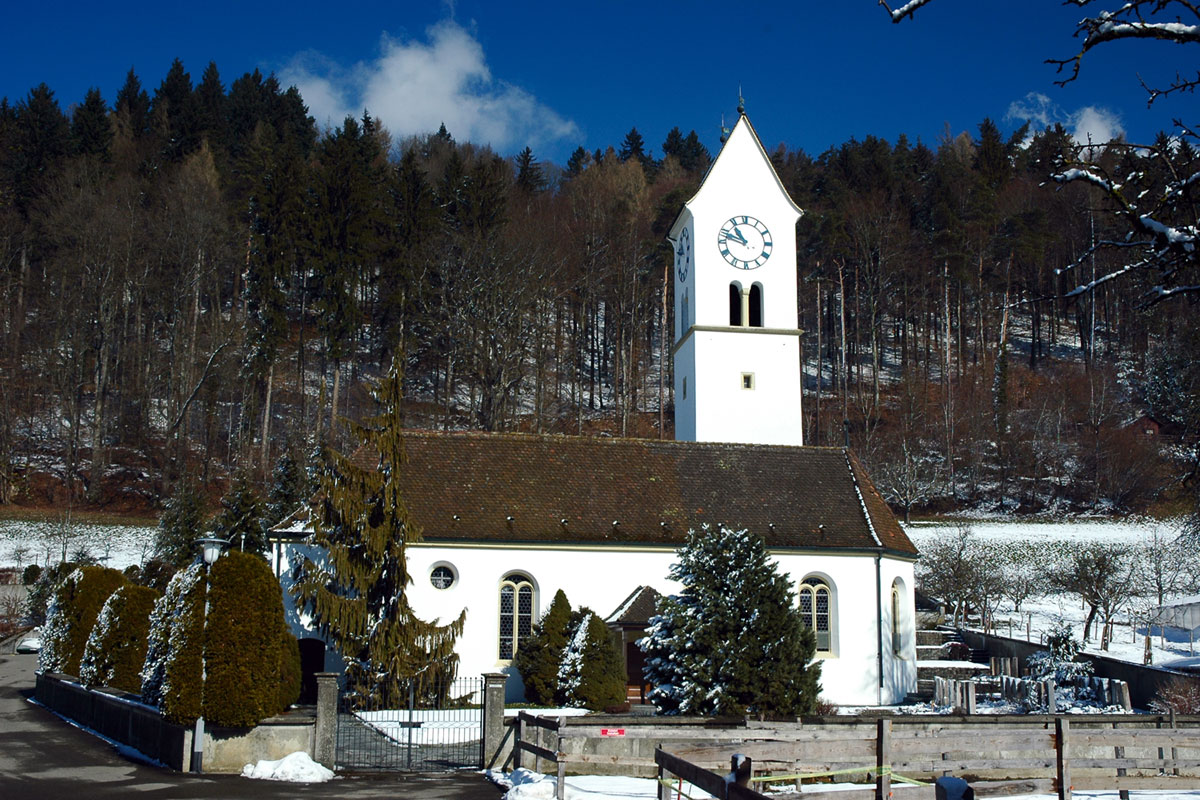
Kirche von Kirchleerau

Die Reformierte Kirche Kirchleerau, auf die der Ortsname zurückzuführen ist, wurde erstmals 1275 erwähnt. Etwa aus dieser Zeit stammt das Kirchenschiff im romanischen Stil. Der Chor und der Kirchturm, beide im gotischen Stil, stammen aus dem Jahr 1595. Sieben Wappenscheiben der Lehnsherren schmücken die Chorfenster. Das älteste erhalten gebliebene Wohnhaus ist die 1663 in einem Übergangsstil zwischen Gotik und Barock erbaute Untervogtei.

## Wappen
Die Blasonierung des Gemeindewappens lautet: «In Blau auf grünem Boden linksgekehrte weisse Kirche mit rotem Dach.» Das Wappen erschien erstmals auf dem Chorbogen der im Jahr 1595 erweiterten Kirche und zeigte neben besagtem Kirchengebäude eine Lerche. Um das Wappenbild zu vereinfachen, beschloss der Gemeinderat 1949, die Lerche wegzulassen.

## Bevölkerung
Die Einwohnerzahlen entwickelten sich wie folgt:
| Jahr      | 1764 | 1850 | 1900 | 1930 | 1950 | 1960 | 1970 | 1980 | 1990 | 2000 | 2010 | 2020 |
| Einwohner | 236  | 688  | 478  | 491  | 520  | 541  | 635  | 691  | 662  | 701  | 754  | 898  |

Am 31. Dezember 2023 lebten 935 Menschen in Kirchleerau, der Ausländeranteil betrug 15,6 %. Bei der Volkszählung 2015 bezeichneten sich 51,5 % als reformiert und 19,9 % als römisch-katholisch; 28,6 % waren konfessionslos oder gehörten anderen Glaubensrichtungen an. 97,3 % gaben bei der Volkszählung 2000 Deutsch als ihre Hauptsprache an.

## Politik und Recht
Die Versammlung der Stimmberechtigten, die Gemeindeversammlung, übt die Legislativgewalt aus. Ausführende Behörde ist der fünfköpfige Gemeinderat. Er wird im Majorzverfahren vom Volk gewählt, seine Amtsdauer beträgt vier Jahre. Der Gemeinderat führt und repräsentiert die Gemeinde. Dazu vollzieht er die Beschlüsse der Gemeindeversammlung und die Aufgaben, die ihm vom Kanton zugeteilt wurden. Für Rechtsstreitigkeiten ist in erster Instanz das Bezirksgericht Zofingen zuständig. Kirchleerau gehört zum Friedensrichterkreis XVI (Zofingen).

## Wirtschaft
In Kirchleerau gibt es gemäss der im Jahr 2015 erhobenen Statistik der Unternehmensstruktur (STATENT) rund 280 Arbeitsplätze, davon 28 % in der Landwirtschaft, 35 % in der Industrie und 37 % im Dienstleistungsbereich. Das grösste Unternehmen ist ein metallverarbeitender Betrieb. Seit 1836 besteht die Bank Leerau (heute Teil der Entris Holding). Die meisten Erwerbstätigen sind Wegpendler und arbeiten im unteren Suhrental oder in der Region Aarau.

## Verkehr
Kirchleerau liegt an der Hauptstrasse 24 zwischen Aarau und Sursee. Die Anbindung an den öffentlichen Verkehr erfolgt durch eine Postautolinie von Schöftland zum Bahnhof Sursee.

## Bildung
Die Gemeinde verfügt über ein Schulhaus mit Kindergarten und Primarschule. Die Realschule und die Sekundarschule können in Staffelbach besucht werden, die Bezirksschule in Schöftland. Das nächstgelegene Gymnasium ist die Kantonsschule Zofingen.

## Persönlichkeiten
- Jakob Hunziker (1827–1901), Dialektologe und Volkskundler
- Stefan Hunziker (* 1978), Wirtschaftswissenschaftler und Hochschullehrer